# Brotherella cymbifolia
Brotherella cymbifolia là một loài Rêu trong họ Sematophyllaceae. Loài này được (S. Okamura) Sakurai mô tả khoa học đầu tiên năm 1949.